# Personaggi di Squidbillies

Da sinistra a destra: Lil, Early, Granny, Rusty, Dan Halen e Sheriff.

I personaggi di Squidbillies sono tutti i personaggi dell'omonima serie televisiva d'animazione. Il character design di ogni personaggio è curato dalla Radical Axis (st. 1-5) e dalla Awesome Inc (st. 6-13). La serie segue le avventure della famiglia Cuyler, dei calamari antropomorfi appartenenti alla classe degli Appalachian Mud Squid, l'ultima specie ancora in vita rimasta sulla Terra. La famiglia è composta dal padre alcolizzato Early, suo figlio Rusty, la nonna Granny e la sorella Lil.

## Personaggi principali

### Early Cuyler
Earlan Jubal Stonewall "Early" Cuyler Sr., figlio di Granny e padre di Rusty, è un analfabeta volgare e alcolizzato ed ex detenuto. Si arrabbia molto facilmente e spesso si esprime con modi violenti usando un fucile a canne mozze o un semplice coltello. Ciò è probabilmente causato da vari abusi che ha subito quando era piccolo, come la violenza subita da suo padre Ga Ga Pee Pap e le insicurezze che ha sviluppato in carcere per quanto riguarda la sua mascolinità. Nella sua vita ha commesso molte azioni illegali, tra cui la produzione di pine cone liquor, la coltivazione di marijuana e l'assunzione di metanfetamina. Spesso ha una relazione incestuosa con la sorella Lil (apparentemente senza il suo consenso, come quando appare svenuta). Nel tempo libero va a caccia, pesca, beve e gli piace guardare le arti marziali e il Nascar. In ogni puntata indossa sempre un cappello da camionista, spesso ironico o sessualmente esplicito. I cappelli principali di Early sono il Booty Hunter (Cacciatore di Bottino) e il Free Hat Limit 1 (Cappelli gratis massimo 1). Early, insieme alla maggior parte degli abitanti di Dougal County, sembra essere un appassionato di calcio e tifoso dei Georgia Bulldogs. Ama usare il suo camion, che assomiglia più ad un monster truck agganciato ad una barca tramite il rimorchio che è collegato a sua volta ad un altro monster truck. Early è fortemente geloso del rapporto che ha suo figlio Rusty con Tammi e fa del suo meglio per cercare di allontanarli il più possibile, anche se la trova attraente. Nell'episodio Greener Pastor rivela di avere l'abilità di cambiare il colore della pelle, per mimetizzarsi con gli ambienti che lo circondano. Nel doppiaggio originale è interpretato da Unknown Hinson (st. 1-12) e Tracy Morgan (st. 13).

### Rusty Cuyler
Russell "Rusty" Cuyler, figlio ibrido di Early e Krystal e nipote di Granny e Ga Ga Pee Pap, è un giovane calamaro stupido e infantile. Cerca sempre un minimo di approvazione da parte di suo padre per ogni cosa che fa. Ha un senso della morale migliore rispetto a quello del resto della sua famiglia e a volte vi mostra compassione, a differenza di Early. Il suo comportamento è simile a quello del padre, anche se non è violento come lui. Inoltre sembra avere anche un comportamento stereotipato da redneck, e ha i denti storti e l'acne. Nella quarta stagione si scopre che ha perso la verginità con sua zia e che il suo nome completo è Russel Jesse James Kenny the Gambler Rogers #3 The Intimidator Dale (uh) Earnhardt Kenny the Gambler Rogers America's #1 Cuyler. Nella sesta stagione inizia ad avere una relazione sessuale con una ragazza umana di nome Tammi. Tuttavia, Rusty scopre poi che Krystal è la madre di Tammi, rivelando così che Tammi è la sua sorellastra. Nonostante ciò, a causa della loro mancanza di intelligenza, continuano la loro relazione. A differenza di suo padre, Rusty ha dimostrato di essere un genitore migliore nei confronti del proprio figlio, anche se la sua immaturità e il suo rapporto disfunzionale lo porta, a volte, a ignorare suo figlio Randy e Tammi. Nel doppiaggio originale è interpretato da Daniel McDevitt.

### Granny Cuyler
Ruby Jean "Granny" Cuyler, madre di Early e Lil, è una femmina di calamaro che pende da un girello per anziani. Per motivi inspiegabili, il colore della sua pelle è viola (a differenza del colore verde della famiglia), e ha solo cinque tentacoli. Granny è una cristiana devota e fa spesso delle visioni su "Squid Jesus". Si scoprirà essere una saldatrice qualificata e una multilingua, infatti sa parlare l'arabo e lo spagnolo. Granny è anche una ninfomane che ha proposto alla maggior parte dei personaggi della serie di avere un rapporto sessuale con lei. È inoltre esplicita la relazione incestuosa che ha con Lil. Soffre anche di vari problemi di salute, tra cui la mancanza della colecisti e pare essere anche immortale (questo è dovuto probabilmente ai suoi ripetuti tentativi di picchiare Squid Jesus. Ha scritto vari libri tra cui "E Is for Equine" (E sta per Equino). Nella quinta stagione, durante una fantasia olografica, si uccide con un fucile da caccia ed è stata sepolta nel cimitero. Nel doppiaggio originale è interpretata da Dana Snyder.

### Lil Cuyler
Lillith "Lil" Cuyler, figlia di Granny e sorella di Early, è una femmina di calamaro sempre esteticamente truccata con del colore e dell'ombretto e ha delle unghie finte sui suoi tentacoli, inoltre non indossa nessun top per il seno. Lil ha la pelle di colore blu scuro-verde. Il suo cognome è stato confermato nell'episodio "Mephistopheles Traveled Below to a Southern State Whose Motto is 'Wisdom, Justice, and Moderation". Con una voce roca e spesso punteggiata da una tosse brutta da fumatrice, Lil è un logoro calamaro piuttosto stanco. In un episodio la si può vedere correre, cercando di rubare della crystal meth e marijuana, ed è conosciuta per la vendita di questi prodotti. In seguito è emerso che il fumo di sigaretta ha sostituito la maggior parte del sangue delle sue vene e che soffre anche di epatite D. È spesso vista svenuta nella sporcizia e/o nel suo vomito. Questo probabilmente è indotto dall'esaurimento dei farmaci di cui fa uso. Nella quinta stagione si è scoperto che Lil usa uno stratagemma per non farsi trovare durante le operazioni di droga, infatti per non farsi vedere entra nel sotterraneo di casa. Durante il tempo della sua incoscienza prolungata, era sposata con un ultra-violento extraterrestre (peggiore di Early) di nome Lerm, che odiava l'America e che si è decapitato poco dopo il suo matrimonio con lei. Lil sa parlare lo spagnolo, un'abilità che usa nelle operazioni per rubare la marijuna. Lil è anche una prostituta e non fa uso di una protezione (sostenendo che ai suoi clienti camionisti non piace usare il preservativo). Nel doppiaggio originale è interpretata da Patricia French.

## Personaggi ricorrenti

### Parenti della famiglia Cuyler
- Krystal, doppiata da Mary Kraft.

Krystal, madre naturale di Rusty, è una donna caucasica morbosa e obesa che vive su un materasso sporco. Spende la maggior parte del suo tempo a bere una grande tazza con su scritto "Sip" di un convenience store, ha una voce molto bassa e parla in modo logorroico. Il suo stile di vita è particolarmente promiscuo (anche perché complice di vari rapporti sessuali con Charlie Sheen e tutti i membri della 38 Special) e dopo il matrimonio con Early, ha causato molti problemi. Krystal ha anche una gemella siamese (apparentemente intrappolata nelle pieghe grasse di Krystal) chiamata Amber Jean (conosciuta come zia Rusty), anche se probabilmente viene uccisa da un medico nell'episodio 3x20. Ha anche un tatuaggio sul fondoschiena, un "tributo agli eroi caduti dell'11 settembre", che il tatuatore confuso pensava che fosse un tributo alla band 311. Dopo essere stato informato dell'errore, ha affermato che il tatuaggio poteva essere spiegato come un'ambivalenza. Nell'episodio 6x05, si scopre essere la madre della fidanzata di Rusty, Tammi, mentre nell'episodio 7x01 diventa la nonna di Rusty e del figlio di Tammi, Macho-Man Randy Cuyler.
- Ga Ga Pee Pap Cuyler, doppiato da Jesco White.

Hezekiah Ray "Ga Ga Pee Pap" Cuyler è il padre di Early e Lil e il nonno di Rusty. È un calamaro giallo che ha sposato Granny poco dopo averla messa incinta e ha cresciuto Early, Lil, il dottor Bug, Durwood e Shannon, prima di scappare con un'altra donna. Il rapporto violento tra lui e Early quando era giovane è simile a quello tra Early e Rusty. Come suo figlio, Ga Ga è un criminale incompetente, una figura paterna violenta, un donnaiolo e un fastidio generale per i cittadini di Dougal County. Ha chiesto a suo padre Pappy Cuyler di aiutarlo a sposare sua sorella Granny, mentre quest'ultima lo tradiva con Dewey Duvall Sr., un membro della famiglia Duvall. Ga Ga e Dewey hanno combattuto per il loro amore, dandosi colpi di bastone a vicenda per un giorno intero, fino a quando Ga Ga ha costretto Granny a continuare per lui, costringendo Dewey ad arrendersi. Ha rivelato che in passato lui e Early si sono nascosti in un magazzino per allontanarsi da Granny a causa del loro matrimonio instabile. Mentre alloggiavano nel magazzino, spesso andava a rubare cavi da Noodle Buddha, tramite la presa di corrente nel suo ristorante, e spesso se la cava nascondendo ossa di animali nei cibi serviti dal ristorante.
Ga Ga è tornato successivamente dalla sua famiglia per fare ammenda con Rusty tuttavia è morto mentre fumava un bastone. Successivamente ritorna come fantasma e cerca di convincere Early a riscattarsi, affermando che in caso contrario lo porterà con lui. Tuttavia, Early lo convince a commettere dei crimini con lui, facendogli dimenticare immediatamente il suo scopo, e si unisce a suo figlio in una serie di crimini. Ha raggiunto l'inferno, ritrovando Squid Satan sotto le spoglie di Red Jesus, pensando che in realtà stesse raggiungendo il paradiso.
- Mammy Cuyler, doppiata da Billie Reaves.

Mammy Cuyler è la madre di Granny e Ga Ga. Ha abbandonato sua figlia all'ufficio postale locale in una scatola che diceva "bambina gratis" in uno dei suoi "momenti selvaggi" e poi è scappata con il suo amante Lamar. Apparentemente era molto irresponsabile ma nonostante ciò continua a ricordare Granny con affetto. In seguito Granny ha usato il ponte ologrammi per vivere una delle sue due fantasie, una delle quali è quella di tornare tra le braccia di sua madre prima dell'abbandono.
- Pappy Cuyler, doppiato da Jon Hamm.

Il padre di Granny e Ga Ga e coniuge di Mammy Cuyler. Appare solo durante un flashback in cui si scopre che ha concesso il matrimonio tra Granny e Ga Ga.
- Jefferson Cuyler.

Jefferson Beauxregard Cuyler Sr. è il bisnonno di Early. Nei tempi della guerra civile ha difeso da solo una montagna da una brigata nemica. Inoltre è noto per aver sconfitto l'esercito di Bill Sherman in due mesi.
- Dott. Bug, doppiato da Todd Barry.

Dott. Bug è il figlio abbandonato di Granny e Ga Ga. Crescendo ha deciso di nascondere l'accaduto e di prendere le distanze dalla sua famiglia. Lavora come medico nell'ospedale locale, tuttavia ha dimostrato di essere un incompetente. Successivamente pensando di essere sul letto di morte, Granny gli ha rivelato che non ha mai avuto intenzione di "buttarlo nel water" e che è sempre stato il suo preferito. Riconoscendo a malincuore il legame con la madre, Dott. Bug si è offerto segretamente di donare la sua cistifellea per salvarle la vita.
- Durwood Cuyler, doppiato da Dan Triandiflou.

Durwood Cuyler è il fratello di Early e Lil e di conseguenza lo zio di Rusty. Dopo il diploma ha deciso di abbandonare Dougal County, in cerca di uno stile di vita urbano. È sposato con una donna caucasica bionda chiamata Fiona e ha due figli, Parker e Posey, avuti con lei. Appare raramente nella serie, poiché afferma più volte di essere imbarazzato dello stile di vita dei suoi parenti, e indossa sempre dei vestiti, per apparire come un essere umano, nonostante il fatto di avere caratteristiche fisiche più simili a quelli di un calamaro. Lo stato familiare che circonda, in qualche modo, lui e i Cuyler non è mai stato approfondito. Le uniche cose che si sanno sul suo conto sono la disoccupazione e la mancanza di soldi. Sembra avere anche una piccola debolezza per i maschi, rendendolo bisessuale.
- Fiona Cuyler.

Fiona Cuyler è la moglie umana caucasica di Durwood e la madre dei suoi due figli Parker e Posey. Ha un atteggiamento sarcastico e ha un matrimonio turbolento col marito. Talvolta si è dimostrata anche infedele e alcolizzata.
- Parker e Posey Cuyler.

I due figli di Durwood e Fiona. Sono un ibrido calamaro-umano, parlano poco e si mostrano spesso impegnati a usare i loro dispostivi.
- Shannon Cuyler.

Shannon Cuyler, anche noto come Zio Shannon, è il fratello di Early e Lil e lo zio di Rusty. È stato fritto da Early mentre si nascondeva con altri suoi parenti in una fossa settica (usata come rifugio antiatomico improvvisato) e in seguito mangiato da Early e la sua famiglia. Il suo cognome e il rapporto parentale che ha con i Cuyler non è mai stato spiegato durante il corso della serie.
- Herschel Walker Cuyler, doppiato da Shawn Coleman.

Herschel Walker Cuyler, il cui nome completo è Herschel Walker Cuyler Them Dawgs Is Hell Don't They, è il figlio neonato di Lil e nipote di Early. Nato da una grande cucciolata, ha deciso di non associarsi ai suoi fratelli e di imitare il comportamento di Early, il quale lo accetta come figlio surrogato. Ha problemi mentali e raramente mostra le sue emozioni, rivelando invece un sorriso sadico e gridando per ogni crimine che commette. Inoltre ha pugnalato a morte alcuni dei suoi fratelli e ha ucciso lo sceriffo. Sebbene Herschel sembri avere un odio profondo verso gli altri, non sembra dispiaciuto di ricevere ordini da Early, servendosi come suo complice in vari crimini.
- Tammi, doppiata da Elizabeth Cook e Faye Otto.

Tammi è la fidanzata di Rusty, con cui ha avuto un bambino. Tammi si scopre essere la figlia di Krystal, facendo diventare Rusty suo fratellastro. Dopo la scoperta, tuttavia, continuano la loro relazione sessuale, soprattutto a causa della loro mancanza di intelligenza (da notare che la maggior parte della famiglia Cuyler è complice di varie relazioni incestuose). Ha un disappunto per Early, che cerca in tutti i modi di rompere la relazione tra i due. Ha dato alla luce l'apparente figlio illegittimo di Rusty, all'inizio della settima stagione. Anche se Granny ed Early spesso dimostrano compiacimento con il piccolo, entrambi credono che il bambino non sia di Rusty perché non ha alcuna caratteristica in comune con i calamari. In un episodio però, quando cade nel lago e comincia a nuotare sott'acqua, gli spuntano dei tentacoli da sotto il suo pannolino, rivelando l'autenticità di padre nei confronti di Rusty.
- Macho-Man Randy Cuyler, doppiato da Niko Coleman.

Macho-Man Randy Cuyler è il figlio infantile di Tammi e Rusty. A differenza del padre, appare come un normale bambino umano, il che fa discutere sull'autenticità di padre che ricopre Rusty, anche se negli episodi successivi si scoprirà avere dell'inchiostro al posto del sangue e dei tentacoli che gli spunteranno da sotto il pannolino. Ciò lo rende il quarto calamaro fangoso della famiglia Cuyler. Per la maggior parte del tempo, Rusty sembra preoccuparsi molto del figlio, a differenza di Early che è sempre rimasto antagonista verso i confronti del nipote, così come lo è stato con Rusty. Anche Tammi è protettiva con suo figlio, tanto da incoraggiare Rusty a trascorrere del tempo con lui e ad essere un buon padre. Nel sesto episodio della decima stagione, Cephalo-ectomy, si può vedere Randy, ormai bambino, frequentare la scuola con altri bambini umani. Early e Granny, invece, cercano di insegnare a Randy come affrontare i bulli, anche se poi Randy viene espulso dalla scuola, quando attacca gli stessi bulli con i suoi tentacoli. Anche se c'è una decisione iniziale di Tammi per la rimozione dei suoi tentacoli tramite via chirurgica, Rusty e il resto della famiglia gli insegna cosa significa davvero essere un calamaro. Tuttavia Early, frustrato per la mancanza di progressi, rimane fedele alla decisione di Tammi e quando Early afferma a Tammi di non essere contrario all'intervento, Tammi rivela che l'intervento chirurgico è troppo costoso per essere portato a buon fine. Determinato sulla decisione dell'intervento chirurgico, Rusty ruba il camion posteriore del veicolo di Early e lo vende online a Debuty Denny. Dopo aver racimolato i soldi, decidono finalmente di fare l'operazione chirurgica, anche se poi scoprono che i tentacoli si rigenerano dopo essere stati rimossi.

### Cittadini di Dougal County
- Sceriffo, doppiato da Charles Napier e Bobby Ellerbee.

Lo sceriffo è una persona amichevole, che appare in tutti gli episodi della serie. Ha un rapporto abbastanza amichevole con la famiglia Cuyler, nonostante ha dovuto arrestare ripetutamente Early. Il suo ruolo di sceriffo ruota attorno alla protezione della stessa famiglia Cuyler (che tende spesso a compiere azioni distruttive o mortali), poiché questi sono gli ultimi esemplari di "Appalachian mud Squid" (Calamari fangosi appalachi). È rapprentato come un grande fumatore e, a parte i suoi doveri da sceriffo, sembra veramente preoccuparsi di Early, tanto da organizzargli delle terapie di coppia. Di tanto in tanto, appare nudo, vestito con abbigliamento Speedo, vestito con un abito da ballerina e sembra essere anche un Drag queen. Nell'episodio 2x12, lo sceriffo rivela a Rusty che l'ufficio dello Sceriffo della contea di Dougal è complice del "Serpents in the Round", un governo fantasma con a capo Dan Halen e nel quale lo Sceriffo stesso rivela di essere uno dei tanti cloni coltivati e in grado di produrre un battaglione di guerrieri fatti di nicotina con super-forza e iper-sensibilità al dolore. Lo Sceriffo, nell'episodio 4x05, si scopre essere un omosessuale posseduto da un demone omosessuale. Dopo che il demone è stato esorcizzato, lo Sceriffo decide di trasferirsi in un altro Stato con un uomo gay che ha incontrato al castello (costringendo la famiglia Cuyler a trovare un sostituto eterosessuale dalla fattoria di clonazione). Lo sceriffo, che era stato clonato da Dan Halen, doveva essere ucciso perché il suo obiettivo da compiere era proprio distruggere la famiglia Cuyler. Dopo tutto ciò, Dan Halen ha dovuto sostituirlo con un clone più obbediente. I cloni vengono coltivati in un campo di mais e durante la prima stagione alcuni di loro sembrano lottare per aggiudicarsi il ruolo di sceriffo. Nelle stagioni successive invece tutti i cloni sembrano essere dominati da uno sceriffo principale.  I Cuyler sono pienamente consapevoli dell'esistenza della fattoria dei cloni, ma di solito, a causa dell'ignoranza, non si interessano. Nell'episodio 6x10, il nome reale di Sceriffo (Sheriff) è Sharif. Nelle stagioni otto e nove, si scoprirà la storia di quando era bambino, introducendo suo padre (anche lui uno sceriffo) e reintroducendo sua madre.
- Deputy Denny, doppiato da Dave Willis.

Deputy Denny è un clone dello sceriffo (anche se più piccolo e malformato) che aiutò il normale sceriffo a chiedere a Dan Halen di smettere di sciogliere la carne degli abitanti di Dougal County. La sua prima apparizione è stata nell'episodio A Sober Sunday della seconda stagione. Ha scarso controllo degli impulsi, una grande ammaccatura nella testa ed è stato apparentemente sostituito da un altro clone, più fisicamente accurato. Da allora è stato visto aiutare lo sceriffo con i suoi doveri di polizia, agendo come suo vice. Nella quinta stagione, serve ancora come vice principale dello sceriffo insieme a molti altri normali cloni dello sceriffo (praticamente facendo dell'ufficio dello sceriffo una forza di polizia composta interamente da cloni dello sceriffo). In alcuni episodi, Denny ha dimostrato di essere leggermente più intelligente del normale sceriffo, specialmente quando si tratta di investigare sugli incidenti che coinvolgono la famiglia Cuyler ed è migliore nel riconoscere subito un bugiardo. Nell'episodio Beware the Butt-Cutter, Denny deduce che Dan Halen era il serial killer di Butt-Cutter nonostante i suoi sforzi per incastrare Early, ma viene fermato dallo sceriffo, ricordandogli che Halen è comunque il loro capo. Denny è anche un disc jockey, noto con il nome d'arte di DJ DEN-E.
- Reverendo, doppiato da Scott Hilley.

Il reverendo è un predicatore con le sembianze di una grande goccia d'acqua blu, vestito con una veste viola. Egli presiede la chiesa, frequentata dalla famiglia Cuyler e lo sceriffo insieme al resto del abitanti, e possiede anche un negozio di materassi locale in cui Early era stato precedentemente impiegato. Ha paura dei Cuyler, chiedendosi in continuazione in che parte rientrano nel "piano di Dio". È una figura di ipocrisia religiosa a causa delle sue regolari crisi morali e occasionali sottomissioni alla tentazione. In un episodio non è stato ammesso in Paradiso (nonostante l'ammissione di quasi tutti gli altri residenti di Dougal County), poiché è stata messa in dubbio la sua cristianità. Un altro caso in cui ha messo in dubbio la sua fede è stato nell'episodio God’s Bro, quando compare il fratellastro di Dio, il cui padre ha divorziato due volte e ha cercato di trovare una risposta nella sua bibbia, ma dopo aver sfogliato e non aver trovato risposte, cadde e cominciò a piangere. Insieme alla sua ipocrisia religiosa, è anche religiosamente intollerante di cose che considera sbagliate (libri e film di Harry Potter, Halloween, esperimenti scientifici e vendita di liquori la domenica), sebbene abbia dimostrato di sostenere l'aborto (quando voleva distruggere le uova di calamaro deposte da Rusty tramite la riproduzione asessuata nell'episodio Butt Trouble) e la pena di morte quando coinvolge un membro della famiglia dei Cuyler. Il suo odio per i Cuyler potrebbe essere dovuto al nonno di Early, Ga Ga Pee Pap, che ha rubato il prezioso cofanetto in DVD di Clay Aiken del reverendo. Questo è stato il motivo principale del reverendo per sostenere la sua esecuzione (nonostante Ga Ga Pee Pap non avesse mai ucciso nessuno o fatto nulla per meritare la pena di morte), come rivelato nell'episodio Dead Squid Walking. Interrogato da Rusty per l'apparente ipocrisia della sua posizione, cerca di usare testi biblici inventati e falsi per giustificare la sua posizione, ma si arrende quando Rusty gli mostra il comandamento sul "Non uccidere" e rivela irosamente il suo desiderio di uccidere Ga Ga Pee Pap a causa del furto. Nell'episodio Greener Pastor è stato rivelato che è stato trasferito in un'altra chiesa in una contea vicina e sostituito da Kyle Nubbins; questo è stato fatto a causa della morte di Scott Hilley nel 2015, infatti l'episodio è stato dedicato in sua memoria.
- Boyd, doppiato da Pete Smith.

Boyd è l'impiegato del minimarket di Dougal County. Anziano e barbuto, tiene un carattere pacato e passivo nonostante venga derubato e sparato in varie occasioni da Early, tuttavia è troppo compiancente per fermarlo. Ha rivelato di avere una moglie che non è in grado di soddisfare. In seguito si scopre che ha la leucemia e che non avendo un'assicurazione sanitaria, sua moglie lo ha sparato dando la colpa a Rusty in modo da poter riscuotere l'assicurazione sulla vita.
- Dan Halen, doppiato da Todd Hanson.

Dan Halen Hayrides è il principale antagonista della serie. È il proprietario della Dan Halen Sheet Rock International e assistente amministratore delegato dopo che ha affidato il ruolo di amministratore delegato a Early a causa della sua imprudenza e delle azioni legali collettive che continua a ricevere. È ricco e ha dimostrato spesso di essere infido e spietato, oltre che narcisista e manipolativo. Parla in modo formale e rigoroso e ha una grande conoscenza letteraria. Gestisce un governo ombra chiamato Serpents of the Round ed è coinvolto in altri piani minori nel tentativo di capitalizzare invenzioni che spesso hanno effetti collaterali sui cittadini. In seguito è caduto in bancarotta e tutti i suoi averi sono stati portati in banca.
- Glenn, doppiato da Dave Willis.

Glenn è un impiegato umanoide presso la Dan Halen Industries. Viene spesso aggredito da Early sia al lavoro che a casa. È molto protettivo nei confronti di sua moglie, che all'inizio perseguita e cerca di sedurre. Nell'episodio Pile M for Murder è stato dimostrato che va d'accordo con il suo capo Dan Halen, anche tollerando e supportando le tendenze omicide del suo capo. In un episodio esclusivo di Adultwim.com chiamato Glenn's Revenge, la storia del suo personaggio viene ampliato notevolmente essendo lui il protagonista dell'episodio stesso. Durante l'episodio è stato rivelato che Glenn ha una grande rivalità nei confronti di Early, che non si fa notare nel suo ufficio, che è un impertinente, che ha un debole per i videogiochi, guarda la TV e mangia il gelato quando viene rifiutato dalla moglie, riesce ad annoiare molto facilmente le persone, ha 41 anni e possiede un cestino per la merenda di Space Ghost. Nell'episodio Government Brain Voodoo Trouble, Glenn interpreta la parte di un terapeuta per risolvere i problemi tra Early e lo sceriffo. Ma in seguito Glenn rivela di non essere affatto un terapeuta e che è sempre stato uno stupratore. Glenn afferma che usa l'ufficio come un luogo in cui può perseguire fantasie BDSM e altre attività sessuali, oltre ad essere deducibile dalle tasse.
- Kyle Nubbins, doppiato da Jason Isbell.

Kyle Nubbins è il nuovo reverendo di Dougal County, dopo che il primo si è trasferito in un'altra chiesa di un'altra contea. A differenza del Reverendo, è un pastore positivo e di buon carattere che cerca di aiutare Early a diventare una persona migliore. Ha dimostrato di essere più tollerante rispetto agli altri e suona la chitarra.
- Dott. Cock, doppiato da Brendon Small.

Dott. Donald Cock è un medico incompetente che lavora nella clinica di Dougal County. Spesso non riesce a evocare la terminologia medica corretta per descrivere le malattie dei suoi pazienti o il trattamento necessario per curarle. Si comporta in modo irrazionale, portandolo ad eseguire azioni senza un apparente motivo. Talvolta si è dimostrato anche crudele, intenzionalmente o meno, nei confronti dei suoi pazienti feriti. In un'occasione ha accennato al fatto che potrebbe non essere un medico autorizzato, vista anche la mancanza di conoscenze mediche e delle sue pratiche discutibili. Lavora occasionalmente per Dan Halen.
- Ellis, doppiato da Dave Willis.

Ellis è un barista del The Jiggle Hut, uno strip club frequentato da Early. Indossa una maglia a rete e ha il compito di scortare Early fuori dal locale. Occasionalmente fa anche la pole dance quando le ragazze non sono disponibili. Si mostra molto aggressivo ed è uno dei pochi cittadini che resiste fisicamente agli attacchi di Early nonostante venga spesso gravemente ferito.

### Altri personaggi ricorrenti
- Squid Jesus, doppiato da Fred Armisen.

Squid Jesus appare solitamente nelle visioni di Granny e, meno frequentemente, a Early. Si presenta come un calamaro fluttuante con tentacoli recanti segni di stigmate e una testa umana che combina i tradizionali tratti di Gesù. Sembra essere estremamente imbarazzato dalla fervida dedizione di Granny nei suoi confronti, arrivando al punto di suggerire che considera Satana come il nuovo salvatore. Potrebbe anche essere la ragione per cui Granny non è in grado di morire, per non avere a che fare con lei.
- Squid Satan, doppiato da Jim Fortier (ep. 9, 78) e Brendon Small (ep. 25)

Squid Satan è la controparte di Squid Jesus che suggerisce alle persone di compiere azioni malvagie. È composto per la maggior parte da fiamme, otto tentacoli fatte di serpenti, ha un occhio più grande dell'altro e porta generalmente un forcone. Chitarrista esperto, usa questa abilità per insegnare a Rusty Cuyler come suonare la chitarra in cambio della sua anima.
- Giudice, doppiato da Ned Hastings.

Il giudice della Georgia che ha gestito il caso di Early quando è stato arrestato ad Atlanta per aver picchiato un giocatore di baseball. È un giudice del sud e ha respinto tutte le accuse contro Early a causa della difesa del "SumBitch".
- Bobby, doppiato da Billy Wayne Davis.

Un lavoratore al Ballmart.
- Sr. Sceriffo, doppiato da Whit Davies.

L'ex sceriffo di Dougal County e padre dello Sceriffo. Aspirava a diventare un pilota della NASCAR, tuttavia ha abbandonato il suo sogno quando ha saputo che non ci sarebbero state cheerleader nelle gare. Quindi si è trasferito a Dougal County per diventare un uomo di legge. Negli anni settanta era un progressista e ha combattuto contro la segregazione scolastica per un giovane Early Cuyler. Dopo che i suoi desideri sono stati respinti dai presidenti ha falsificato la firma per far frequentare la scuola pubblica al giovane calamaro, tuttavia Early ha rinunciato dieci minuti dopo essere entrato. Una statua di lui e Early è stata costruita davanti alla scuola in suo onore, tuttavia è stata rapidamente diffamata dal calamaro.
- Cordelia, doppiata da Billie Reaves.

Cordelia è la madre dello Sceriffo. In un'occasione è stata sedotta da Early Cuyler, il quale la voleva sposare. A causa della sua vecchiaia, non è riuscita a respirare ed è deceduta.
- Space Baby.

Space Baby è una creatura spaziale che si sposta tramite l'uso di un seggiolino fluttuante. È in grado solamente di dire il suo nome e con una voce robotica o alterata.
- Snakeman.

Snakeman è un serpente gigante antropomorfo. Viene spesso intravisto mentre divora i cittadini di Dougal County. È stato uno degli amanti di Krystal e i due sono spesso visti insieme nell'atto sessuale proprio sopra il suo materasso all'aperto. Non parla mai. È stato coinvolto nel sesso a tre insieme a Early e Crystal, il che ha portato al concepimento di Rusty (i capelli e la colorazione della pelle di Rusty infatti corrispondono a quelli di Snakeman).
- Billy Morton, doppiato da Nick Ingkatanuwat.

Billy Morton è un giovane ragazzo senza braccia e senza gambe. È il capitano della squadra di calcio del liceo locale. Suo padre gli diede due tavole di legno come gambe di ricambio e due rami d'albero come braccia. Nell'episodio Velvet Messiah, Early, fingendo di essere Gesù Cristo, tenta di "guarirlo" tirandogli una bottiglia di Whisky in testa. Nell'episodio A Jailhouse Divided, Billy sembra essersi rivolto al lato oscuro quando ha dovuto scontare una condanna per "rapina a mano armata".
- Donna, doppiata da Amanda Marks (ep. 6), Melissa Warrenburg (ep. 15) e Dana Swanson (ep. 32+).

Donna è l'ex moglie di Glenn. È spesso bersaglio di molestie sessuali e viene ripetutamente perseguitata da Early. In alcune occasioni si mostra infedele al marito.
- Ex marito di Donna, doppiato da Dave Willis.

L'ex marito di Donna che, dopo il suo debutto, appare spesso come personaggio di sfondo. In seguito si separa da Donna quando questa rivela di essere sposata con Glenn. Successivamente viene spesso visto da solo.
- Evan e Troy, doppiati da Brendon Small e Tim Andrews (Evan) e Dave Willis (Troy).

Evan e Troy sono due fratelli hippy. Evan indossa una camicia a strisce blu, una collana, pantaloni verdi, scarpe marroni e un berretto marrone, mentre Troy indossa una camicia a tema esagonale nera, rosa e blu sopra una camicia grigia e verde, pantaloni castano chiaro e scarpe nere. Evan ha i capelli castani, mentre Troy ce li ha biondi.
- Fattorino della pizza.

Il fattorino della pizza è un adolescente con l'acne che porta la pizza in tutta Dougal County.
- Messicani.

I messicani sono un gruppo di uomini di lingua spagnola provenienti dal Messico. Hanno tutti i volti identici e spesso sono alla ricerca di un posto di lavoro. In un'occasione vengono impiegati da Lil per lavorare alle sue operazioni di coltivazione da nudi. La maggior parte di loro sono maschi.
- Pedofili.

I pedofili sono un grande gruppo di persone utilizzati da Dan Halen per il suo reality televisivo. Un noto pedofilo del gruppo si fa chiamare Randy.
- Steve, doppiato da Dave Willis.

Steve è un uomo dalla forma triangolare con piccoli occhiali neri. In seguito è diventato un cameriere del Salad Bar Waiter.
- Giapponesi, doppiato da Thom Foolery.

I giapponesi sono un gruppo di uomini provenienti dal Giappone che hanno lavorato per Dan Halen, assieme ad una piccola creatura gialla, per studiare Early e Rusty in un laboratorio. Operano insieme anche come uomini d'affari. Sono in conflitto con i messicani.
- Impiegato della banca.

Un impiegato della banca senza nome che lavora alla Dougal County Bank. In seguito viene sostituito o sottoposto ad una sorta di riprogettazione con un design molto simile al precedente.
- Carcerato, doppiato da Dave Willis (ep. 1) e Matt Foster (ep. 74).

Un carcerato della prigione di Dougal County. È stato il compagno di cella di Early Cuyler. Ha lavorato successivamente nello studio di tatuaggi Tattoo Parlor Shop e ha partecipato al servizio per la comunità.

## Personaggi secondari

### Prima stagione
- Miguel, doppiato da Fred Armisen.

Un messicano che indossa un vecchio costume da calamaro giallo, inserito da Early nella Dan Halen Sheet Rock International dopo che è diventato l'amministratore delegato.
- Grifone.

Un grifone dorato dagli occhi rossi, posseduto da Dan Halen. È stato successivamente cambiato con un grifone di un'altra specie.
- Aragosta batterista.

Una piccola aragosta rossa che suona il tamburo.
- Dott. Jerry, doppiato da Brendon Small.

Dott. Jerry è stato uno dei medici che lavoravano per la clinica di Dougal County. Era una strana creatura blu senza testa, collo o scarpe (nonostante avesse i lacci visibili), e aveva sempre le braccia alzate in aria e le gambe distese. Come la maggior parte dei medici di Dougal County, era molto incompetente nel suo lavoro. Quando è stato eseguito un test di paternità per determinare il vero padre di Rusty versando l'urina su un coniglio, prese il fumo viola che emetteva dal suo cadavere come un segno di gravidanza. Dopo che lo sceriffo gli chiese a cosa servisse, Jerry pensò che stavano scoprendo chi era il padre del coniglio. Più tardi ha distrutto l'occhio del coniglio morto con un martello, determinando l'effettiva causa per cui il coniglio è morto. Chiamò il dott. Bug per dare un'occhiata al coniglio, poi gli fece analizzare il fumo viola. Jerry ha poi pensato che Dott. Bug fosse in relazione con i Cuyler, ma gli fu subito detto di stare zitto perché il Dott. Bug non voleva essere associato alla sua famiglia. Più tardi, mentre lo sceriffo stava celebrando l'annuncio che Rusty fosse figlio unico, sparò per sbaglio al dott. Jerry, perforandogli l'occhio destro e uccidendolo all'istante. Lo sceriffo fuggì prontamente dalla scena del crimine e lasciò Jerry sdraiato in una pozza del suo stesso sangue.

### Seconda stagione
- TheRapist, doppiato da Jonathan Katz.

Uno stupratore scambiato inizialmente per terapista. Lo sceriffo e Early Cuyler hanno frainteso il cartello del suo studio, pensando che ci fosse scritto Therapist (letteralmente Terapista) al posto di TheRapist (letteralmente LoStupratore). Nonostante ciò, dimostra di avere capacità terapeutiche che ha usato nel tentativo di risolvere i problemi di Early e lo sceriffo.
- Calamari vampiro.

Un gruppo di discendenti di Rusty. Sono ibridi della specie dei calamari di fango degli Appalachi, con le caratteristiche dei vampiri. Questi calamari originariamente si sono schiusi da una roccia aliena blu partorita come un uovo dal deretano di Rusty. Hanno invaso Dougal County causando il caos generale tra la gente e portando lo sceriffo a chiamare la guardia nazionale e a farsi inviare i Black Hawk.
- Impostore.

Il barbone senza gambe è un impostore che sostiene di essere l'attore Patrick Swayze. Appare nell'episodio Swayze Crazy, dove aiuta lo sceriffo a ristrutturare la prigione locale quando viene presentato ai Cuyler che sono grandi fan del film Il duro del Road House. Tuttavia, quando il vero Patrick Swayze arriva in città, diventa evidente a quasi tutti i cittadini che il vagabondo non sia Patrick Swayze, tranne Early, Granny e lo sceriffo (Rusty è l'unico a rendersi conto della verità). Di conseguenza, il vagabondo riesce ad uccidere il vero Patrick Swayze e viene visto per l'ultima volta mentre ruba il veicolo di un fattorino. Tuttavia, nonostante tutto ciò, Early ritiene ancora che l'uomo sia Patrick Swayze. Nell'episodio Bubba Trubba, il barbone senza gambe riappare nel pubblico del comedy show dell'Idraulico Bubba (alludendo alla possibilità che sia diventato un residente di Dougal County, probabilmente a causa dell'ignoranza della gente del posto).
- Gorkinite.

Gorkinite è un gigantesco mostro di formaggio appiccicoso con occhi rossi assomigliante ad un blob gigante. Ha la capacità di ruggire e può essere visto distruggere e spazzare via le case dei cacciatori di pellicce omosessuali.
- Hellish Jay e Skyler, doppiati da Shawn Coleman e Jon Wurster.

Hellish Jay e Skyler sono due mostri giganti rispettivamente di colori arancione e blu, che appaiono la notte di Halloween. Sono privi di pelle e di capelli e presentano un grande naso.
- Counter Of The Mounter Tain, doppiato da Dave Willis.

Counter Of The Mounter Tain è il terzo mostro di Halloween dopo Hellish Jay e Skyler. Maculato di rosso e verde e con quattro grandi artigli, il mostro, secondo le leggende, soffoca le persone per poi mangiarle.
- Bubba l'idraulico, doppiato da Dave Willis.

Bubba l'idraulico è un comico, parodia di Larry the Cable Guy. In seguito ha rivelato di essere un alieno di nome Plu'mer Bu-Ba proveniente dal pianeta "Ala-Bama", che si è travestito da umano per rubare il cervello dei suoi presunti fan intelligenti per usare le loro "intello-secrezioni" per creare armi in grado di distruggere completamente la materia e il tempo.
- Phil.

Phil è una versione afroamericana dello Sceriffo che indossa un'uniforme gialla della polizia. È apparso in un tribunale di Atlanta.
- Calamaro Gigante Ciclope, doppiato da Patton Oswalt.

Calamaro Gigante Ciclope è un calamaro viola gigante che risiede in un grande lago. Ha la capacità di parlare ed è molto intelligente. A differenza della maggior parte dei calamari della serie, è l'unico calamaro che rimane in acqua ed è un ciclope.
- Cavernicoli.

I cavernicoli sono uomini delle caverne preistorici che vivono nel Caveman Casino. Si limitano a grugnire e generalmente tendono a picchiare Early e Rusty in gruppo. 

### Terza stagione
- MonsterHang, doppiato da Oliver Nichols.

MonsterHang, come conosciuto su internet, è un pedofilo che andò a Dougal County per incontrare Rusty sotto il finto nome di "Sexybait13".
- Hippy, doppiati da Fred Armisen, Rachel Dratch e Jon Wurster.

Gli hippy sono un gruppo di persone intente a suonare i loro bonghi.
- Alieni rettiliani, doppiati da Shawn Coleman e Thom Foolery.

Gli alieni rettiliani, anche noti come popolo serpente, sono due alieni verdi dalla tuta rossa che in un'occasione hanno bruciato la casa dei Cuyler.
- Pestilenza, doppiato da Riley Martin.

Pestilenza è stato uno dei quattro cavalieri dell'apocalisse, insieme a Guerra, Carestia e Morte, facente parte di un'unità speciale nota come "Air Horse". Ha rivelato di avere il potere di liberare una piaga di scorpioni dal volto umano e ditrasformare l'acqua in sangue.
- Shuckey, doppiato da Vernon Chatman.

Shuckey è la mascotte del mais impiegata da Dan Halen per aiutarlo a trasformare il Mud Days Festival nel Corn Times. È considerato il "padre del tempo" e il "maestro dell'universo".
- Deep Fried Pine Booby, doppiati da Greg Hollimon, Jason Mantzoukas e Shawn Coleman.

Il Deep Fried Pine Booby è una specie di uccello che risiede a Dougal County, in particolare nelle montagne della Georgia settentrionale. Sono considerati molto intelligenti anche dagli altri animali locali.

### Quarta stagione
- Lerm Edwards, doppiato da Shawn Coleman.

Lerm Edwards è un violento alieno precipitato vicino alla casa della famiglia Cuyler. Ha una tecnologia molto avanzata e un carattere irascibile che lo porta a litigare costantemente con gli altri. Ha mostrato un profondo odio per gli Stati Uniti. Ha sposato Lil Cuyler su suggerimento di Early anche nel tentativo di diventare un residente americano, tuttavia la uccide poco dopo per motivi infondati.
- Thunder-clap Johnson, doppiato da Mick Foley.

Thunder-clap Johnson è un wrestler professionista, noto per la sua mossa caratteristica "Thighs of Thunder" e per le sue numerose sconfitte contro avversari fisicamente più deboli di lui.
- Dott. Horny, doppiato da A. Smith Harrison.

Il Dott. Horny, come suggerito dal nome, è uno scienziato arrapato che appare esclusivamente in alcuni filmati dove parla dei misteri dell'universo.

### Quinta stagione
- Agenti della GIA, doppiati da Brendon Small e Fred Armisen.

Due agenti che operano in una parodia della CIA chiamata "The GIA".
- Cugina di Krystal, doppiata da Mamie White.

La cugina di Krystal simile a lei in tutto e per tutto. Indossa una grande maglietta gialla con una faccia da cane, indossa sandali, pantaloni, ha orecchini rosa, porta l'ombretto e ha i capelli castani.
- Terapista del ponte ologrammi, doppiato da Jonathan Katz.

Holodeck Therapist è un terapista, parodia del Dr. Katz. Appare attraverso il ponte ologrammi.
- GPS vivente, doppiato da Tim Andrews.

Il GPS di Early è un GPS robotico vivente e senziente, progettato originariamente come un normale GPS fabbricato e assemblato in Cina che comunicava solo attraverso le parole "Calcolo" e "Calcolare". In seguito forma una relazione con Early, decidendo di uccidere Rusty e Granny in modo tale che i due potessero vivere insieme per sempre.
- GPS Paul Stanley, doppiato da Paul Stanley.

Un GPS basato su Paul Stanley dei Kiss, usato in sostituzione del GPS di Early per guidare Early, Rusty e Granny a casa. Ha una bocca con le labbra rosse e lo zoom, uno dei suoi occhi ha una stella nera e ha i capelli neri.

### Sesta stagione
- Padre di Tammi.

Il padre di Tammi ed ex marito di Krystal. Lo si vede per la maggior parte del tempo sdraiato a letto che dorme.
- Snow Daddy, doppiato da George Robinson.

Un pupazzo di neve parlante. Creato da Rusty, viene considerato da quest'ultimo come suo padre immaginario. Ha una bottiglia di alcol al posto del naso e indossa un cappello con la scritta "Papà".
- Irina, doppiata da Katie Girard.

Irina è un'attraente sposa russa per corrispondenza. Doveva sposarsi con lo Sceriffo, tuttavia si innamora di un altro uomo.

### Settima stagione
- Pesci gatto.

I residenti dello stagno Koi e del lago Okaleechee, quest'ultimo dove hanno costruito una città sottomarina. Hanno la capacità di parlare in inglese e di sviluppare una società.
- Doug Richards, doppiato da Doug Richards.

Il conduttore del telegiornale di Dougal County.
- Irina, doppiata da Katie Girard.

Una moglie russa per corrispondenza. Lo sceriffo voleva sposarla, tuttavia si innamora di un altro uomo che lo sceriffo pensava fosse suo fratello.

### Ottava stagione
- Glemm e Glorf, doppiati da Lucky Yates e Andrew Donnelly.

Glemm e Glorf sono due alieni provenienti da un pianeta popolato da lumache aliene. Glemm è di colore viola e ha quattro occhi mentre Glorf è di colore rosa e ha solo tre occhi.
- Drago scheletrico.

Un lungo drago scheletrico proveniente dall'Inferno. Possiede punte viola, ali e braccia scheletriche e una lingua lunga. È stato evocato da Squid Satan dalle profondità dell'inferno per riportare il fantasma di Ga Ga nell'aldilà.
- Magma, doppiato da Dave Stone.

Un personaggio dei cartoni animati immaginario visto solo in televisione.
- Sergente Shaver.

Un sergente addestrato per fermare i terroristi mediante l'uso di un drone.
- Doug Peppers, doppiato da Ellis Walden.

Doug Peppers è uno dei giudici di Dougal County che lavora al Dougal County Courthouse. Dopo aver sostituito il giudice Jammer, quest'ultimo viene licenziato e viene nuovamente rimpiazzato da Peppers. Soffre di una malattia mentale e ha dimostrato di essere un alcolizzato.
- Giudice Jammer, doppiato da Lavell Crawford.

Giudice Jammer è uno dei giudici di Dougal County. È africano e ha sostituito per breve tempo Doug Peppers al Dougal County Courthouse.
- P-Nut, doppiato da Ralphie May.

Paul "P-Nut" Newburg è l'appaltatore del Galacticon e il figlio di Fracturing Boss.
- Fracturing Boss, doppiato da Ellis Walden.

il padre di P-Nut e Galactagon.
- Tance Jackerman, doppiato da Tance Jackerman.

Una celebrità del cinema che sta girando un film.

### Nona stagione
- Demone del fiume Stige.

Un demone uccello egiziano che naviga su una barca nel fiume Stige all'inferno.
- Proprietario della fattoria di mele, doppiato da Leslie Jordan.

Il proprietario di una fattoria di mele e delle corse di maiali. È un uomo di taglia media con i capelli bianchi, ossessionato di Granny.

### Decima stagione
- Prosperità, doppiata da Amber Nash.

Una ragazza dai capelli castani che protesta all'Animal Research Center. È amica di Rusty Cuyler.
- Dott. Wu, doppiato da Mike Schatz.

Il Dott. Wu è un veterinario presso l'Animal Research Center. Ha promosso alla famiglia Cuyler dei cosmetici e prodotti farmaceutici. Al momento sta lavorando su studi clinici rivoluzionari sul Pitchatentix per la disfunzione erettile.
- Allenatore dei Woody Scouts, doppiato da Dave Hill.

L'allenatore dei Woody Scouts e allenatore per la gara Pine Log 500 del The VFW.
- Steve Ravens, doppiato da Dave Willis.

Un comico che ha ispirato lo sceriffo a diventare un comico.
- Vicki, doppiata da Lesley Sharp.

Una vecchia compagna di classe dello sceriffo e Early. È una donna attraente che torna a Dougal County per prendersi cura del padre malato, mostrando interesse per lo sceriffo a cui si riferisce con il suo nome di battesimo Sharif.
- Bambole Squash B'Gosh.

Delle bambole fatte di zucca. Sono diventati degli zombi durante la notte di Halloween in seguito alla profanazione delle tombe.
- Biscuit.

Billie Biscuit Samson, originariamente chiamato "Billie", è il cane domestico di Glenn e della sua famiglia.
- Figli di Glenn, doppiati da Alan Steadman e Sasha Brown.

I due figli di Glenn.

### Dodicesima stagione
- Galvin, doppiato da Phil Hendrie.

Uno dei figli di Ga Ga. È un anziano simpatico e gentile che possiede un camper e adora salutare le persone che entrano al Ballmart, nonostante sia stato cacciato da Leroy e Bobby. Si innamora di Granny e decide di fidanzarsi con lei durante un picnic, pochi istanti dopo averla salutata alle porte del Ballmart nonostante Granny fosse nella lista dei "non salutare" del negozio. Di solito non è arrabbiato, anche se talvolta si altera con Early a causa della sua gelosia e del tentativo di avvelenarlo. Si preoccupa sempre della sicurezza degli altri.
- Ollie, doppiato da Dave Willis.

Oliver "Ollie" Peppercorn è un amico dello sceriffo che vende antiche reliquie. È un esperto di guerra civile che racconta la storia attraverso una palla di cannone a partire dall'anno 1864. Afferma inoltre di essere l'autore di tre e-book autopubblicati. È stato coinvolto in una rievocazione dei tempi della guerra civile in cui Rusty è ritratto come Jefferson Cuyler e gli uomini sono vestiti da soldati. Successivamente è stato ucciso da una palla di cannone che è esplosa in un'auto in cui è entrato, dopo essere scappato da Early e da tutti gli altri che si lanciavano palle l'un l'altro.

### Tredicesima stagione
- Bart Simpson, doppiato da Carla Delaney.

Uno dei protagonisti della serie animata I Simpson.
- Noodle Buddha, doppiato da Lance Krall.

Il proprietario dell'omonimo ristorante cinese. Si lamenta spesso di Ga Ga Pee Pap poiché ruba i cavi del loro locale tra cui un cavo di prolunga e un cavo di alimentazione.
- Yogi Daniel, doppiato da Shawn Coleman.

Un insegnante di yoga presso il suo studio Yo! Ga. È l'insegnante dello sceriffo, diventandolo in seguito anche per Early.
- Gufo gigante.

Un gufo gigante, madre di diversi piccoli di gufo, che vive in un nido sul monte Mount General Lee. È responsabile del panico generale dei residenti di Dougal County, distruggendo veicoli e barche e rapendo Granny, Rusty e Early Cuyler, prima di essere colpito da un dardo tranquillante da Anastasia Evertree. Fu ucciso in un'esplosione quando Early lanciò un falso Denny fatto di esplosivi C-4 e il gufo lo afferrò e volò in aria, facendo cadere una grande quantità di sangue e piume.
- Dr. Anastasia Evertree, doppiata da Blayr Nias.

Una donna afroamericana ornitologa che ha raggiunto Dougal County a causa di un "problema con i gufi". Possiede una pistola a dardi tranquillanti che ha usato per dare la caccia e uccidere il gufo gigante (chiamato da lei Ol' Hootie) mentre era alleata con lo sceriffo, il vice Denny e Early Cuyler. Fa parte del dipartimento di scrittura creativa del suo romanzo fantasy autopubblicato "The Bewitching Owl".

### Rappresentazioni di persone reali
- Patrick Swayze.

Un noto attore statunitense che visita Dougal County.
- Lisa Niemi, doppiata da Merrill Hagan.

Attrice e moglie di Patrick Swayze.
- 38 Special, doppiati dai 38 Special.

Una band americana.
- Unknown Hinson.

Un cantante e chitarrista statunitense, doppiatore originale di Early Cuyler.
- David Allan Coe, doppiato da David Allan Coe.

Un cantante.
- Dean Koontz.

Uno scrittore.
- Butterbean, doppiato da Eric Esch.

Eric "Butterbean" Scott Esch è un ex campione mondiale di pugilato nei pesi massimi. Ha cantato l'inno nazionale americano durante uno degli eventi del derby distruttivo di Dan Halen. Ha fatto vincere Rusty dopo aver distratto gli altri piloti a seguito di un battibecco con un partecipante dello stadio.
- Widespread Panic, doppiati dai Widespread Panic.

I Widespread Panic sono le controparti animate dell'omonima band realmente esistente. Hanno suonato davanti alla casa dei Cuyler per tre giorni.
- Chad Ochocinco, doppiato da Chad Ochocinco.

Un giocatore di football americano.
- Tim Treebow, doppiato da Will Forte.

Tim Treebow è un giocatore di football americano. È vincitore del trofeo di timoniere e quarterback titolare dei Champion Crocodiles dell'Università dello Stato Peninsulare, nei pressi della Georgia.
- Al Qaida.

Gli Al Qaida sono un gruppo di musulmani religiosi associati all'omonima organizzazione multinazionale militante islamista salafita intenta a invadere il paese dell'Alabama.
- Generale Robert E. Lee.

Un ex militare tornato da fantasma.
- Dr. Julius Erving, doppiato da Julius Erving.

Un giocatore di basket.
Un avvocato.
- Kevin Gillespie, doppiato da Kevin Gillespie.

Uno chef.
- Kirk Cameron.

Un attore.
- T-Pain, doppiato da T-Pain.

Un rapper.
- Strange Hal Spankovic.

Un comico.
- Coolio, doppiato da Coolio.

Un rapper.
- Wee-Man, doppiato da Jason Acuña.

Uno skateboarder.
- Blondie Strange, doppiata da Blondie Strange.

Una spogliarellista del The Jiggle Hut.
- Shawn Coleman, doppiato da Shawn Coleman.

La versione animata di Shawn Coleman, editore della serie. Porta la barba e gli occhiali e indossa una camicia bianca e jeans blu. In un'occasione viene mostrato a vendere dei galli fritti.
- Sketch Quinn, doppiato da Sketch Quinn.

Un animatore di Squidbillies.